# Gerry Conway (historietista)
Gerard Francis Conway (10 de septiembre de 1952) es un escritor de cómics, editor de cómics, escritor de ciencia ficción, guionista, y escritor y productor de televisión estadounidense. Es conocido por cocrear al antihéroe vigilante de la editorial Marvel Comics, Punisher, así como al clon de Peter Parker, Ben Reilly, el supervillano Chacal, la primera Ms. Marvel y por escribir la muerte del personaje Gwen Stacy durante su larga etapa en The Amazing Spider-Man en el arco argumental «La noche en que murió Gwen Stacy».
En la editorial DC Comics, es conocido por cocrear los superhéroes Firestorm, Power Girl, Jason Todd y el villano Killer Croc, así como por escribir la Liga de la Justicia de América durante ocho años. Conway escribió el primer crossover importante entre editoriales de la era moderna, Superman vs. the Amazing Spider-Man.

## Primeros años de vida
Conway nació en Brooklyn, Nueva York y fue un fanático de los cómics desde muy joven. Una carta suya aparece en Fantastic Four #50 (mayo de 1966), escrita cuando Conway tenía trece años.[cita requerida]
Asistió a la Universidad de Nueva York durante un tiempo.

## Carrera
Conway publicó su primer trabajo profesional en el mundo de los cómics a los dieciséis años, con el historia de terror de seis y media páginas «Aaron Philips' Photo Finish» en House of Secrets #81 de la editorial DC Comics (septiembre de 1969). Continuó vendiendo historias antológicas para esa serie y las series Chamber of Darkness y Tower of Shadows de Marvel Comics hasta fines de 1970, momento para el que también había publicado historias cortas en prosa de una página en All-Star Western #1 de DC (septiembre de 1970) y Super DC Giant #S-14 (octubre de 1970). Publicó su primera historia de un personaje resgular en el cómic semiantológico con temas de ocultismo de DC, The Phantom Stranger #10 (diciembre de 1970).

Conway recordó cómo entró a trabajar en Marvel Comics a través del editor de Marvel Roy Thomas:
Había estado escribiendo para DC Comics por dos o tres años [...] pero para parafrasear el chiste sobre las ambiciones de un actor de ser director, lo que realmente quería hacer era escribir superhéroes, específicamente héroes de Marvel. A través de amigos conocí a Roy Thomas, quien era la mano derecha de Stan Lee en ese entonces, y Roy me ofreció una oportunidad en la «prueba de escritura» de Marvel. Stan no estuvo impresionado, pero a Roy le gustó lo que hice y comenzó a darme algunas tareas cortas, incluyendo guiones para sus tramas en los inicios de (la historia de) Ka-Zar.
Después de su primera historia para un personaje regular de Marvel, el guion para el señor de la jungla Ka-Zar en Astonishing Tales #3 (diciembre de 1970), Conway comenzó a escribir historias de superhéroes en Daredevil #72 (enero de 1971). Rápidamente pasó a trabajar en Iron Man, The lncredible Hulk y las secciones de «Los Inhumanos» y «La Viuda Negra» en el título antológicoAmazing Adventures. Escribió el guion de la primera historia del Hombre Cosa en 1971, compartiendo el crédito de cocreación con Stan Lee y Roy Thomas. Conway terminó escribiendo el guion de prácticamente todos los títulos importantes de Marvel y cocreó (con los escritores Roy y Jean Thomas y el artista Mike Ploog) el personaje principal licántropo de la sección «Werewolf by Night» en Marvel Spotlight #2 (febrero de 1972); también escribió el primer número de La tumba de Drácula de Marvel, introduciendo al veterano vampiro literario en el universo Marvel.

### Spider-Man y la rotación entre editoriales
A los diecinueve años, Conway comenzó a escribir el guion de The Amazing Spider-Man, siendo el sucesor de Stan Lee como escritor de uno de los títulos emblemáticos de Marvel. Su periodo, des los números 111 al 149 (agosto de 1972 a octubre de 1975), incluyó la histórica historia «La noche que murió Gwen Stacy» en el número 121 (junio de 1973). Ocho números más tarde, Conway y Andru presentaron a Punisher como un antagonista renuente para Spider-Man, así como al Chacal. Punisher se convirtió en una estrella popular de numerosos cómics y ha sido adaptado en tres películas y una serie de televisión. Conway también escribió Los 4 Fantásticos, del #133-#152 (abril de 1973 a noviembre de 1974).

En 2009, Conway reflexionó sobre escribir personajes emblemáticos de Marvel a una edad temprana:
La precocidad es una maldición bien conocida; la mayor parte de la presión que sentí como un escritor joven me la impuse yo mismo. Quería ser aceptado por otros escritores y artistas como un igual, lo que me puso en algunas situaciones incómodas, fingiendo que tenía era más maduro de lo que era en realidad, emocionalmente y profesionalmente. Resultó que era bastante bueno pretendiendo tener una madurez que no tenía, lo que tuvo ventajas y, obviamente, algunas desventajas. Pienso que la gente frecuentemente olvida lo joven que era y esperaba que me desempeñara en un nivel que está más allá de mi. El resultado fue que estaba bastante estresado la mayor parte inicial de mi carrera como escritor, y muchas veces sentía que no tenía ideas de lo que estaba haciendo, lo cual era cierto. Escribir instintivamente y visceralmente; cuando esos instinto eran apropiados para el material que estaba escribiendo, por ejemplo, cuando estaba escribiendo [The Amazing] Spider-Man, los resultados fueron algo de lo que estaba orgulloso, entonces y ahora. Cuando mis instintos estaban fuera de lugar, no tenía la experiencia para reconocerlo o compensaba por ello, con resultados que eran aún más irregulares.
A finales de 1972, Conway y los escritores Steve Englehart y Len Wein crearon un crossover metaficcional no oficial que abarcaba títulos de las dos principales compañías de cómics de Estados Unidos. Cada cómic presentaba a Englehart, Conway y Wein, así como a la primera esposa de Wein, Glynis, interactuando con personajes de Marvel o DC en el desfile de Halloween de Rutland, Vermont. La historia comenzó en Amazing Adventures #16 (escrito por Englehart con arte de Bob Brown y Frank McLaughlin), continuó en Justice League of America #103 (escrito por Wein con arte de Dick Dillin y Dick Giordano) y concluyó en Thor #207 (escrito por Conway con arte de John Buscema). Como explicó Englehart en 2010: «Ciertamente parecía un concepto radical y sabíamos que teníamos que ser sutiles [risas] y que cada historia debía ser autocontenida, pero realmente lo resolvimos. Realmente vale la pena leer esas historias una tras otra, no nos importaba que una fuera de DC y dos de Marvel, creo que fuimos nosotros siendo creativos, pensando en qué sería realmente genial hacer».
Conway regresó a DC Comics a mediados de 1975, comenzando con tres libros con fecha de portada de noviembre de 1975: Hercules Unbound #1, Kong the Untamed #3 y Swamp Thing #19. Escribió un renacimiento de la serie de cómics de la edad de oro de las historietas All Star Comics que introdujo a la superhéroina Power Girl. Poco después, fue elegido por los editores de Marvel y DC para escribir el guion del histórico crossover entre editoriales Superman vs. the Amazing Spider-Man #1, un one-shot de 96 páginas, tamaño tabloide, que costó 2 dólares, en una época en la que los cómics se vendían a 25 centavos.
Continuó escribiendo para DC en títulos como Superman, Detective Comics, Metal Men, Justice League of America, Tarzan y 1st Issue Special #11, protagonizado por Codename: Assassin. Conway regresó un corto periodo de tiempo a Marvel, donde fue el sucesor de Marv Wolfman como editor en jefe en marzo de 1976, pero estuvo en ese puesto sólo «alrededor de un mes y medio», renunciando y siendo sucedido por Archie Goodwin.
Durante un tiempo, la convergencia de cronogramas de publicación resultó en que historias de Conway aparecieran en Marvel y DC en el mismo mes en enero de 1977, que incluyeron The Avengers, The Defenders, Captain Marvel, Iron Man, The Spectacular Spider-Man de Marvel y los números de estreno de Ms. Marvel y Logan's Run para Marvel, así como Superman y Action Comics para DC.

### DC Comics y carrera posterior

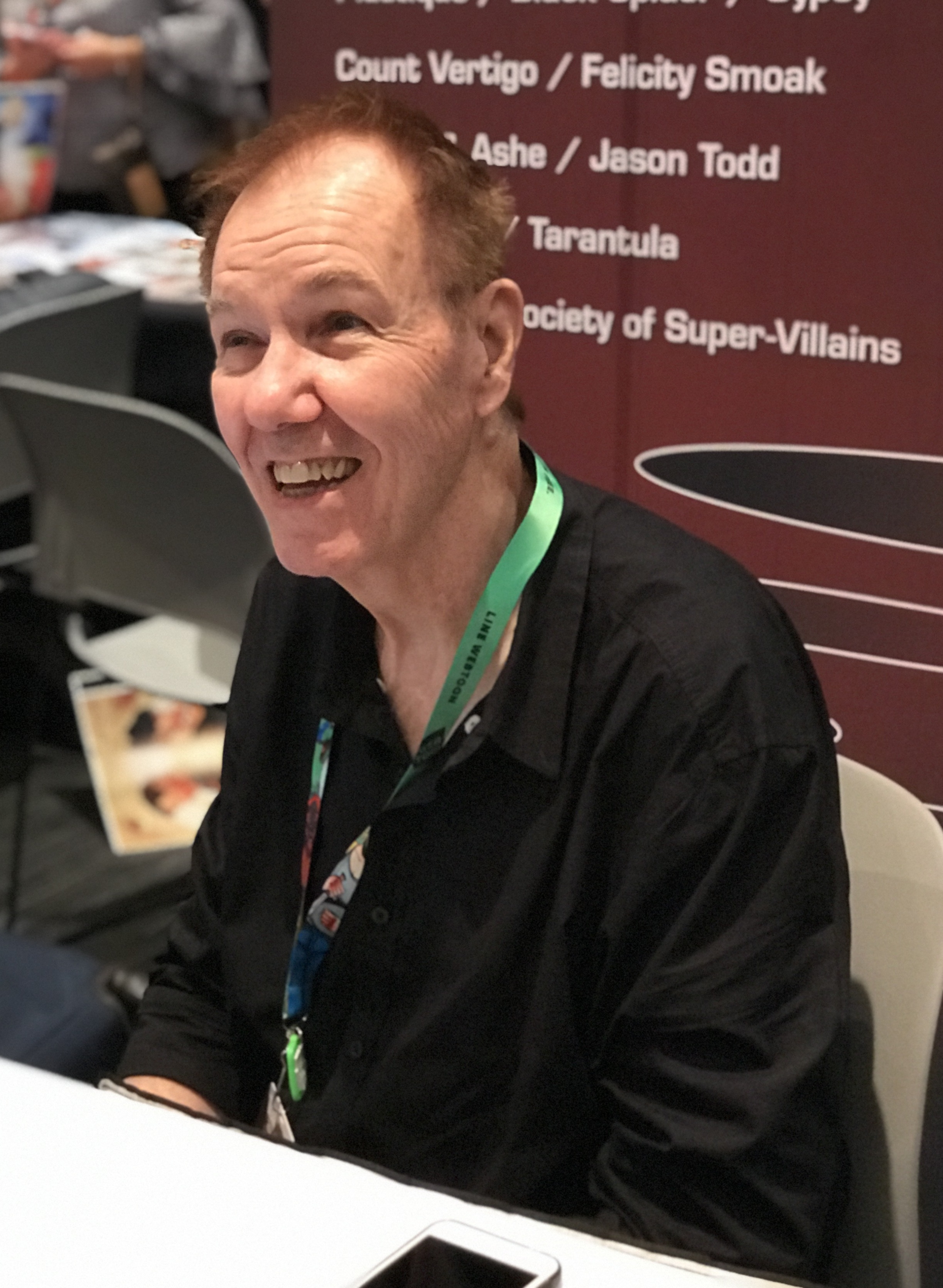
Conway en la Comic Con de Nueva York.

Después de dejar el rol de editor en Marvel, volvió a escribir exclusivamente para DC durante la siguiente década, en todo tipo de títulos, desde los protagonizados por Superman, Wonder Woman y la Legión de Superhéroes hasta series como Weird Western Tales, Atari Force y Sun Devils . Tuvo un periodo de ocho años en Justice League of America, escribiendo la mayoría de los números desde el 151 al 255 (febrero de 1978 a octubre de 1986) incluido el número de aniversario de tamaño doble #200 (marzo de 1982). Conway escribió dos proyectos más en formato tabloide, Superman vs. Wonder Woman, dibujado por José Luis García-López, y Superman vs. Shazam, dibujado por Rich Buckler.
Cocreó los personajes Firestorm con el artista Al Milgrom y Steel con el artista Don Heck, ambos publicados por primera vez en marzo de 1978 en sus respectivos títulos homónimos. Otras dos cocreaciones de Conway, Deserter (con el artista Dick Ayers) y Vixen (con el artista Bob Oksner), estaban programadas para recibir sus propias series, pero fueron canceladas antes de que se publicara ningún número. También cocreó los personajes Vibe y Gypsy. Como escritor de Batman #337-359 (julio de 1981 a mayo de 1983) y de la sección «Batman» en Detective Comics #497-526 (diciembre de 1980 - mayo de 1983), presentó a los personajes Killer Croc y Jason Todd, el segundo Robin, sucesor de Dick Grayson. Con el artista Gene Colan, Conway revivió a los supervillanos de la edad de oro de las historietas, el Doctor Muerte en Batman #345 (marzo de 1982) y al Monje en Batman #350 (agosto de 1982).
Conway fue un colaborador frecuente de Roy Thomas, juntos escribieron una historia de dos partes de Superman y Captain Marvel en DC Comics Presents #33-34 (mayo a junio de 1981); los minicomics de Atari Force y Swordquest empaquetados con los videojuegos para la consola Atari 2600; y tres crossovers de La Liga de la Justicia-Sociedad de la Justicia de América. Conway aportó ideas al cómic de animales parlantes Captain Carrot and His Amazing Zoo Crew!, creado por Thomas y Scott Shaw. Thomas y Conway iban a ser los coguionistas del crossover entre editoriales JLA/Avengers, pero las disputas editoriales entre DC y Marvel provocaron la cancelación del proyecto. Conway fue uno de los contribuyentes a la serie limitada DC Challenge en 1986.
Regresó a Marvel en la década de 1980 y se desempeñó como escritor regular de The Spectacular Spider-Man y Web of Spider-Man desde 1988 hasta 1990. Conway declaró en 1991: «entiendo al personaje mucho mejor ahora que cuando tenía diecinueve años. Y una de las cosas agradables de los personajes de Marvel es que puedes mantenerlos frescos cambíandolos sólo un poquito». Su etapa en Spectacular Spider-Man incluyó arcos argumentales como la «Lobo Brothers Gang War». Dejó la edición de ambos títulos cuando se volvió el editor de historia de la serie de televisión Los misterios del padre Dowling.[cita requerida] Los últimos créditos en cómics de Conway fueron durante muchos años NightGlider #1 de Topps Comics y parte del «Kirbyverse» (abril de 1993), con un guion basado en una trama de Roy Thomas, y una historia para Disney Adventures, publicada en 1995.
Conway regresó a los cómics en 2009 y escribió The Last Days of Animal Man para DC Comics, con el artista Chris Batista. En 2011, escribió el one-shot DC Retroactive: Justice League - The '80s. También para DC, escribió la sección de Firestorm en Legends of Tomorrow #1-6 en 2016.
En 2015, regresó a Spider-Man escribiendo una historia en Spider-Verse Team Up #2, la historia «Spiral» en The Amazing Spider-Man #16.1-20.1 y regresó como escritor regular de un serie ese mismo año con Carnage, que duró dieciséis números hasta 2017. En 2016, regresó a su creación, Punisher, escribiendo The Punisher Annual #1. De 2016 a 2017, escribió The Amazing Spider-Man: Renew Your Vows #1-9, seguido de What If? Spider-Man #1 en 2018 y el one-shot The Amazing Spider-Man: Going Big, dibujado por Mark Bagley, en 2019.

### Libros, tiras de prensa, guiones de cine
Además de cómics, Conway publicó dos novelas de ciencia ficción: The Midnight Dancers y Mindship, publicada originalmente como un cuento en la antología de ciencia ficción Universe 1. También ecribió del 14 de febrero al 3 de diciembre de 1983 para la tira de prensa sindicada Star Trek, basada en la serie de televisión de la década de 1960.
Conway también se escribió guiones en la década de 1980, comenzando con el largometraje animado Fire and Ice (1983), coescrito con Roy Thomas y basado en personajes creados por Ralph Bakshi y Frank Frazetta. Conway y Thomas escribieron la historia basada en el guion de Stanley Mann para la película Conan el Destructor (1984). Posteriormente, Conway y Thomas trabajaron en el guion para una película de acción real de X-Men para la productora Nelvana la cual no se produjo debido a los problemas financieros y posterior quiebra de la distribuidora Orion Pictures.
Conway fue escritor y productor de series de televisión como Los misterios del padre Dowling Mysteries, Diagnosis: Murder, Matlock, Jake y el Gordo, Hercules: The Legendary Journeys, Baywatch Nights, Pacific Blue, Silk Stalkings; así como telefilmes de Perry Mason, Law & Order, The Huntress, Law & Order: Criminal Intent y un episodio de Batman: la serie animada («Appointment in Crime Alley»). Conway frecuentemente hizo referencia a sus conexiones con los cómics durante su participación en Law & Order, al nombrar a personajes en honor a historietistas como John Byrne.

## Vida personal
La primera esposa de Conway fue la escritora de cómics Carla Conway, con quien tiene una hija, Cara. Su segunda esposa, Karen, es una psicóloga que trabaja con niños autistas; se casaron en 1992 y tienen una hija, Rachel. Desde 2015, él y su esposa Laura viven en Thousand Oaks, California.

Los antecedentes familiares de Conway son irlandeses, como él mismo describe en su blog:
En mi caso, del lado de mi madre, son un migrate de segunda generación. Mis abuelos nacieron en Irlanda. Llegaron a América a finales de la década de 1910 y vivieron una vida no muy diferente de la vida de mi ama de llaves y su esposo hoy en día. Mi abuelo era un jornalero en los astilleros de Brooklyn. Mi abuelastra lavaba pisos en el Hunter College en Manhattan. (Mi abuela biológica murió cuando mi madre tenía ocho años de edad, así que no tengo idea sobre cómo se ganaba la vida, pero asumo que era trabajo a destajo o trabajo doméstico de algún tipo.)  Debido a que era Irlandeses de clase económica baja, eran los hispanos de su época, tolerados, pero no bienvenidos, por la sociedad en general, y vistos con desdén por los WASP de clase alta. [...] Incluso mi padre sentía ese prejuicio anti-irlandés, real o imaginado. En la década de 1950 una vez habló, bastante amargamente, sobre ser uno de los dos «irlandeses simbólicos» trabajando en su compañía.
Conway fue criado como cristiano, pero declaró en una entrevista de 2013 que «no tengo ninguna creencia religiosa en este momento».
En octubre de 2022, Conway fue diagnosticado con cáncer de páncreas y se sometió a una cirugía de Whipple para extirpar el tumor, lo que resultó en varias hospitalizaciones. En septiembre de 2023, declaró que estaba libre de cáncer.